# Bezirksrabbinat Bruchsal
Das Bezirksrabbinat Bruchsal entstand 1827 in Baden und war eines von 15 Bezirksrabbinaten, die auch als Bezirkssynagogen bezeichnet wurden.
Die Bezirksrabbinate waren dem Oberrat der Israeliten Badens unmittelbar unterstellt. Vorsteher waren der Bezirksrabbiner und der Bezirksälteste. In Angelegenheiten des Rabbinatsbezirks mussten einmal jährlich alle Ortsältesten gehört werden. Der Bezirksrabbiner führte den Vorsitz. Das Bezirksrabbinat Bruchsal wurde 1924 mit dem Bezirksrabbinat Bretten vereinigt.

## Aufgaben
Die Aufgaben umfassten den Vollzug der landesherrlichen Verordnungen, die Verkündigung und den Vollzug der Verordnungen des Oberrats der Israeliten Badens, Beratungen über Schulangelegenheiten, die Verwaltung von Stiftungen und die Verteilung von Almosen. Zur Finanzierung der Bezirksrabbinate wurden Umlagen von den einzelnen jüdischen Gemeinden bezahlt.

## Gemeinden des Rabbinatsbezirks 1827
Jüdische Gemeinde Bruchsal, Jüdische Gemeinde Jöhlingen, Jüdische Gemeinde Heidelsheim, Jüdische Gemeinde Mingolsheim, Jüdische Gemeinde Obergrombach, Jüdische Gemeinde Odenheim, Jüdische Gemeinde Östringen und Jüdische Gemeinde Untergrombach.
Laut Verordnung vom 8. Februar 1828 wurden die jüdischen Gemeinden Eichtersheim, Malsch, Michelfeld und Philippsburg dem Bezirksrabbinat Bruchsal zugeteilt.

## Gemeinden des Rabbinatsbezirks nach 1885
- Jüdische Gemeinde Bruchsal
- Jüdische Gemeinde Eichtersheim
- Jüdische Gemeinde Gondelsheim
- Jüdische Gemeinde Graben
- Jüdische Gemeinde Heidelsheim
- Jüdische Gemeinde Liedolsheim
- Jüdische Gemeinde Malsch
- Jüdische Gemeinde Michelfeld
- Jüdische Gemeinde Mingolsheim
- Jüdische Gemeinde Obergrombach
- Jüdische Gemeinde Odenheim
- Jüdische Gemeinde Östringen
- Jüdische Gemeinde Philippsburg
- Jüdische Gemeinde Untergrombach
- Jüdische Gemeinde Weingarten

## Bezirksrabbiner
- 1790 bis 1820 Pelta Moses Epstein
- 1821 bis 1822 Abraham Epstein
- 1822 bis 1847 Elias Präger
- 1847 bis 1855 Moses Präger
- 1855 bis 1870 Isak Friedberg
- 1870 bis 1876 Leopold Schleßinger
- 1876 bis 1900 Josef Eschelbacher
- 1900 bis 1906 Max Doctor
- 1906 bis 1911 Max Eschelbacher
- 1911 bis 1915 Ferdinand Straßburger (Rabbinatsvikar)
- 1911 bis 1940 Siegfried Grzymisch